# ユタカファーマシー

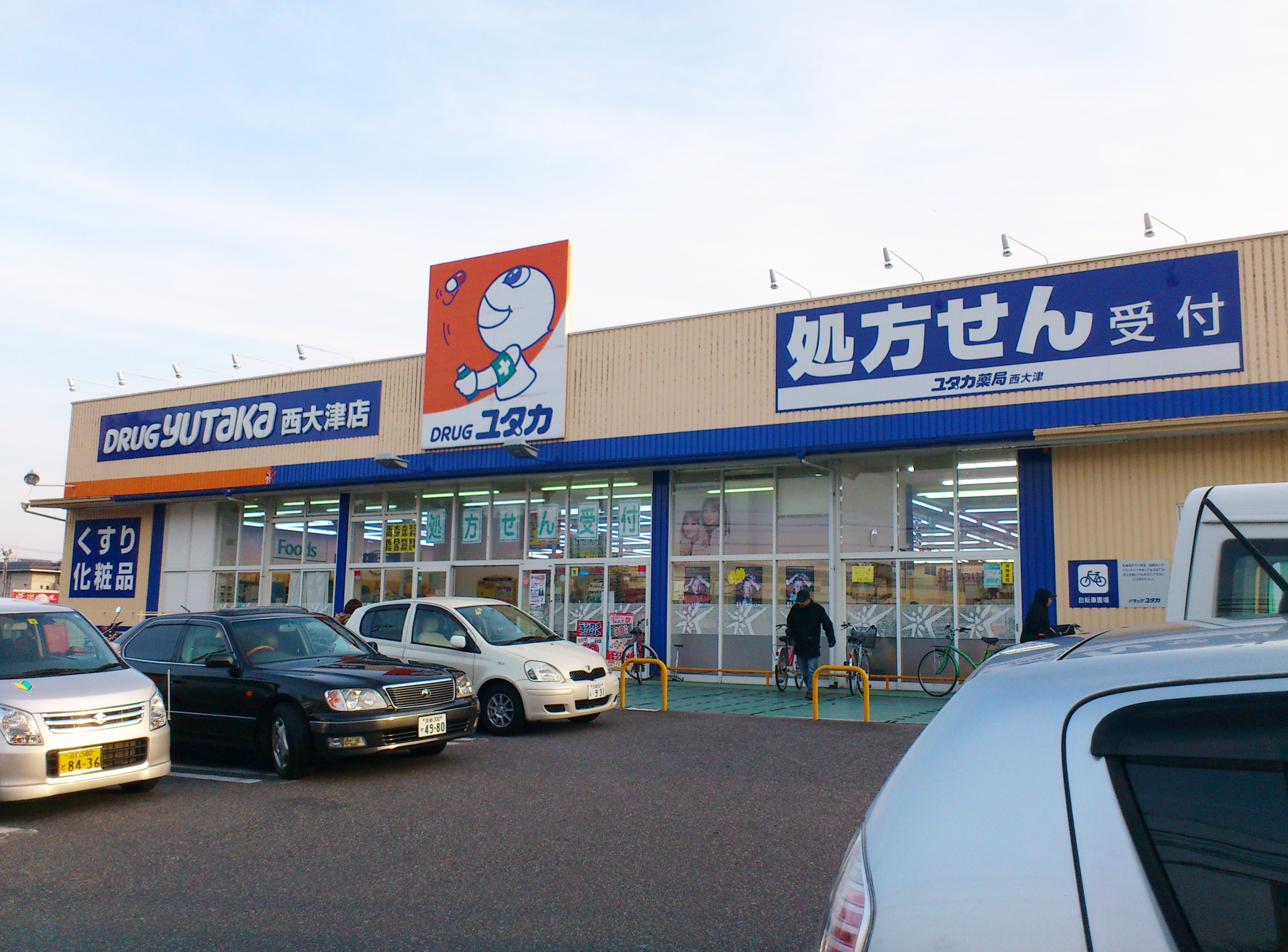
ドラッグユタカ 西大津店

株式会社ユタカファーマシー（英称：Yutaka Pharmacy Co.,Ltd.）は、岐阜県大垣市に本社を置く、ドラッグストア・調剤薬局を展開する企業。
店舗の名称をドラッグストアにおいては「ドラッグユタカ」、調剤薬局においては「ユタカ調剤薬局」や「あい薬局」などとしている（後者は京都府が中心）。

## 概要
本社のある岐阜県、京都府・滋賀県を中心にドミナント戦略のもと8府県下で集中的に店舗を展開。各店舗を「地域の医療提供施設」と位置付け、全店舖への調剤施設併設を推進している。また薬剤師をはじめとする専任の管理栄養士やビューティースタッフによる各種イベント・相談会なども積極的に実施し、専門性をより強化した地域密着型の経営形態である。社是に「おかげさま」、営業理念に「健康と美を通して、こころユタカな生活を応援いたします」を掲げる。社名の由来は創業者の高木裕（たかぎゆたか）から。

## 沿革
- 1979年5月 - 高木裕が岐阜県大垣市に「ユタカファーマシー」を個人創業。
- 1989年5月 - 株式会社ユタカファーマシーを岐阜県大垣市林町7丁目761番地1に設立。
- 1994年3月 - 滋賀県内初となる「ドラッグユタカ365店」を開店。
- 1995年7月 - 本社を岐阜県大垣市昼飯町498番地の1に移転。
- 1997年
  - 9月 - 専門調剤薬局1号店として「ユタカ調剤薬局山手」を開局。京都府内初となる「ドラッグユタカ宇治木幡店」を開店。
  - 10月 - 福井県内初となる「ドラッグユタカ敦賀店」を開店。ドラッグユタカホームページ開設
- 1998年12月 -「ドラッグユタカ物流センター西濃（TC）」開設。
- 2000年12月 - 愛知県内初となる「ドラッグユタカ時之島店」を開店。
- 2001年
  - 4月 - DI室（ドラッグ・インフォメーション室）を設置。
  - 8月 - 本社を岐阜県大垣市林町十丁目1339番地1に建築移転。
  - 9月 - 三重県内初となる「ドラッグユタカ新正店」を開店（後に三重県からは撤退）。
  - 10月 - ドラッグユタカポイントカードサービスを導入
- 2002年
  - 4月 - 奈良県内初となる「ドラッグユタカ押熊店」を開店。
  - 9月 - 携帯メールサービス「ユタカメール倶楽部」を開始。
  - 10月 - 大阪府内初となる「ドラッグユタカくずは店」を開店。
- 2003年4月 - 大規模在庫型物流センター（ウエルネッセ流通センターRDC中部）稼動開始。
- 2004年
  - 4月 - 京都南部都市広域行政圏推進協議会と「災害発生時における物資供給に関する協定」を締結。
  - 11月 - インターネット通信販売を開始。
- 2005年
  - 4月 - 薬・健康食品・化粧品・ベビー・生活用品の情報BOOK「ドラッグストアQ&A」を発行。
  - 10月 - 新コーポレートアイデンティティを導入し、トレードマークを変更。
- 2006年
  - 2月 - クレジットカードの取扱いを全店舗で開始。
  - 11月 - 大垣市及び西濃4町と「災害時における徒歩帰宅者支援に関する協定」を順次締結。
- 2007年2月 - 大垣市及び岐阜県内9町と「災害時における生活必需物資の供給に関する協定」を順次締結。
- 2008年
  - 1月 - 彦根市及び滋賀県内3市町と「災害時における生活必需物資の供給に関する協定」を順次締結。
  - 3月 - 関西広域機構及び愛知県と「災害時における徒歩帰宅者支援に関する協定」を順次締結。
  - 4月 - 会社設立20周年を記念して記念式典を実施。
- 2009年9月 - 介護施設支援事業を開始。
- 2010年8月 - 100%子会社として「株式会社ハイウッドコーポレーション」（現・B-Wellコーポレーション）を設立。
- 2011年
  - 4月 - 京都府100市町村と「災害発生時における物資の供給に関する協定」を締結。
  - 5月 - 薬・健康食品・化粧品・ベビー・生活用品の情報BOOK「ドラッグストアQ&A Pert2」を発行。
  - 6月 - 高木裕が代表取締役会長に、羽田洋行が代表取締役社長に就任。
- 2012年
  - 3月 - 100%子会社として「株式会社ユタカメディカシステムズ」を設立。ドラッグユタカ全店舗にAEDを導入。
  - 7月 - ドラッグユタカ全店舗でTポイントサービスを開始。
- 2013年12月 - 創業家の株式譲渡により、株式会社富士薬品の子会社となる。
- 2014年
  - 1月 - 100%出資子会社の株式会社ハイウッドコーポレーションが「株式会社B-Wellコーポレーション」に社名変更。
  - 3月 - 富士薬品ドラッグストアグループに正式加入。
  - 11月 - ドラッグユタカ全店舗にて「Tマネー」のサービスを開始。
- 2016年4月 - 株式会社東海セイムス（三重県松阪市）との間で地域戦略の明確化と経営の効率化を目的とした店舗譲渡を実施。
- 2018年6月 - 浅井家康が代表取締役に就任。
- 2018年8月 - 株式会社日栄（神奈川県藤沢市）との間で地域戦略の明確化と経営の効率化を目的とした店舗譲渡を実施。
- 2019年11月 - 200店舗目となる亀岡並河店を京都府に開店。
- 2019年12月 - 岐阜県海津市と「災害発生時における物資の供給に関する協定」を締結。
- 2020年1月 - 愛知県あま市と「高齢者地域見守り協力に関する協定」を締結。

## 店舗
現在の店舗の詳細は、公式サイトの 店舗検索 を参照。
2020年時点での店舗数は、滋賀県や京都府が本社が置かれている岐阜県よりも上回っている。店舗数概況は以下のとおり（調剤薬局を含む）。
岐阜県（44店舗）
- 大垣市（本社所在地）：12店
- 岐阜市：11店
- その他：21店

愛知県（22店舗）
- 名古屋市：12店
- その他：10店

滋賀県（56店舗）
- 大津市：10店
- その他：46店

京都府（74店舗）
- 京都市：36店（自治体別では最大の店舗数となっている）
- その他：38店

大阪府（4店舗）
- 枚方市に2店、茨木市と豊中市に各1店

兵庫県
- 西宮市に2店
- 宝塚市に2店

奈良県
- 奈良市に1店

福井県
- 小浜市と大飯郡高浜町に各1店